# Diplophyllum
Diplophyllum es un género de plantas hepáticas perteneciente a la familia Scapaniaceae. Comprende 39 especies descritas y de estas, solo 19 aceptadas.

## Taxonomía
El género fue descrito por (Dumort.) Dumort.  y publicado en Recueil d'Observations sur les Jungermanniacées 15. 1835.

## Especies
- Diplophyllum acutilobum Stephani
- Diplophyllum albicans (L.) Dumort.
- Diplophyllum andicolum R.M. Schust.
- Diplophyllum andrewsii A. Evans
- Diplophyllum androgynum J.J. Engel & G.L. Merr.
- Diplophyllum angustifolium J.J. Engel & G.L. Merr.
- Diplophyllum apiculatum (A. Evans) Stephani
- Diplophyllum domesticum (Gottsche) Stephani
- Diplophyllum gemmiparum J.J. Engel & G.L. Merr.
- Diplophyllum imbricatum (M. Howe) K. Müller
- Diplophyllum incrassatum J.J. Engel & G.L. Merr.
- Diplophyllum microdontum (Mitt.) H. Buch
- Diplophyllum novum J.J. Engel & G.L. Merr.
- Diplophyllum obtusatum (R.M. Schust.) R.M. Schust.
- Diplophyllum obtusifolium (Hook.) Dumort.
- Diplophyllum plicatum Lindb.
- Diplophyllum serrulatum (K. Müller) Stephani
- Diplophyllum taxifolium (Wahlenb.) Dumort.
- Diplophyllum trollii Grolle